# Eremopterix
Eremopterix là một chi chim trong họ Alaudidae.